# Kvarnerski otoci
Kvarnerski otoci este o arie protejată (arie de protecție specială avifaunistică — SPA) din Croația întinsă pe o suprafață de 114.147,95 ha, integral pe uscat.

## Localizare
Centrul sitului Kvarnerski otoci este situat la coordonatele 45°03′40″N 14°38′10″E / 45.061°N 14.636°E.

## Înființare
Situl Kvarnerski otoci a fost declarat arie de protecție specială avifaunistică în iulie 2013 pentru a proteja 35 de specii de animale.

## Biodiversitate
Situată în ecoregiunile marină mediteraneană și mediteraneană, aria protejată nu include niciun habitat protejat.
La baza desemnării sitului se află mai multe specii protejate de  păsări (35): pescăruș albastru (Alcedo atthis), potârnichea de stâncă (Alectoris graeca), fâsă-de-câmp (Anthus campestris), acvilă de munte (Aquila chrysaetos), buhai de baltă (Botaurus stellaris), buha (Bubo bubo), pasărea ogorului (Burhinus oedicnemus), ciocârlie-cu-degete-scurte (Calandrella brachydactyla), caprimulg (Caprimulgus europaeus), șerpar (Circaetus gallicus), erete vânăt (Circus cyaneus), ciocănitoare neagră (Dryocopus martius), egretă mică (Egretta garzetta), presură de grădină (Emberiza hortulana), șoim de iarnă (Falco columbarius), Falco naumanni, șoim călător (Falco peregrinus), vânturel de seară (Falco vespertinus), cufundar polar (Gavia arctica), cufundar mic (Gavia stellata), cocor (Grus grus), vulturul pleșuv sur (Gyps fulvus), stârc pitic (Ixobrychus minutus), sfrâncioc roșiatic (Lanius collurio), sfrânciocul cu frunte neagră (Lanius minor), ciocârlie de pădure (Lullula arborea), becațină mică (Lymnocryptes minimus), viespar (Pernis apivorus), Phalacrocorax aristotelis desmarestii, cresteț cenușiu (Porzana parva), cresteț pestriț (Porzana porzana), cristei de baltă (Rallus aquaticus), chiră mică (Sterna albifrons), chiră de baltă (Sterna hirundo), chiră de mare (Sterna sandvicensis).